# Mabula (Tanzania)
Mabula è una circoscrizione rurale (rural ward) della Tanzania situata nel distretto di Kilosa, regione di Morogoro. Conta una popolazione di 7 168 abitanti (censimento 2012).